# 色格孜力克湖
色格孜力克湖，又名托海盐碱滩，位于中华人民共和国新疆维吾尔自治区阿拉尔市与阿克苏市交界地区的一座盐湖，地处塔里木地台塔东拗陷内，历史上曾有台兰河、依干其艾肯河、喀拉玉尔滚河等注入。20世纪90年代湖面水位为1049米，湖长约12千米，最宽7.2千米，水面面积79平方千米。现湖水主要依赖季节性冲沟和沼泽水补给，基本处于干涸状态。